# Neckera reinwardtii
Neckera reinwardtii là một loài Rêu trong họ Neckeraceae. Loài này được (Nees) Müll. Hal. miêu tả khoa học đầu tiên năm 1850.